# Smerdalea elevata
Smerdalea elevata är en insektsart som beskrevs av Cryan. Smerdalea elevata ingår i släktet Smerdalea och familjen hornstritar. Inga underarter finns listade i Catalogue of Life.